# Highlander: The Source
Highlander: The Source är en engelsk-amerikansk-litauisk film från 2007. Filmen är den fjärde uppföljaren till Highlander (1986).

## Handling
I en nära framtid med en värld i kaos samlas en grupp odödliga ledda av Duncan MacLeod för att söka källan till deras existens.

## Om filmen
Highlander: The Source regisserades av Brett Leonard. Filmen hade svensk videopremiär 23 juli 2008. Filmen gavs tidigt ut på DVD i Ryssland och ledde, förmodligen på grund av den kritik som följde, till att filmen redigerades om före lanseringen i USA och övriga världen. Trots det fick filmen sin USA-premiär på TV och i övriga världen gick den direkt till DVD.

## Rollista (urval)
- Adrian Paul - Duncan MacLeod
- Thekla Reuten - Anna Teshemka
- Cristian Solimeno - The Guardian
- Peter Wingfield - Methos
- Jim Byrnes - Joe Dawson
- Stephen Rahman Hughes - Zai Jie
- Stephen Wight - Reggie Weller
- Thom Fell - Cardinal Giovanni
- Patrice Naiambana - The Elder